# Pepel in kri
Pepel in kri bio je slovenski vokalno-instrumentalni pop sastav, koji je na zabavno-glazbenoj sceni bivše Jugoslavije djelovao tijekom 1970-ih i 1980-ih godina. 
Sudjelovali su na svim važnijim domaćim festivalima zabavne glazbe (Splitski festival, Festival Opatija, Vaš šlager sezone, Slovenska popevka, Beogradsko proleće, MESAM), a pobjeda na "Opatiji" 1975., tadašnjem jugoslavenskom Izboru za Pjesmu Evrovizije, osigurala im je sudjelovanje na Pjesmi Eurovizije s pjesmom "Dan ljubezni". Tijekom 1980-ih bili su najcjenjeniji prateći vokali zabavne glazbe u bivšoj Jugoslaviji.
Izvorni postav sastava činili su: Tadej Hrušovar, Ditka Haberl, Ivo Mojzer, Oto Pestner, Dušan Velkaverh i Nada Žgur. Kasnije je Pestnera zamijenio Edvin Fliser.

## Festivalske uspješnice
- Samo tvoje ime znam, Split ´77.
- Tu je Dalmacija, Split ´79.
- Apuntamenti, Split ´80.
- Intima, Split ´83.
- Reci mi pjesmom, Split ´84.
- Portuni, Split ´85.
- Balada o nama, Split ´87.
- Dan ljubezni, Eurovizija ´75.
- Što može, ona mogu ja, Vaš šlager sezone '77.

## Uspješnice
- Čuj deklica
- Pesem za dinar
- Lepo je doma
- Sonce pomladi

## Diskografija

### Singlovi
- Mississippi/Pridi v svet ljubezni
- Dan ljubezni/Tvoj prvi rock 'n' roll (1975.)
- Enakonočje / Naj Bo Baby (1975.)
- Moja srečna zvezda/Ljudje pomladi (1976.)
- Po bitki so generali vsi/Madjija (1976.)
- Samo tvoje ime znam/Što može ona mogu ja (1977.)
- U meni živiš ti/Ljubavi (1979.)
- Tu je Dalmacija/Neke davne luke (1979.)
- Superman/Pesem za dinar (1979.)
- Apuntamenti/Lađe (1980.)
- Intima/Kdo (1983.)

### Albumi
- Dan ljubezni (2000.)